# ریلازینگن-ووربلینگن
ریلازینگن-ووربلینگن (به آلمانی: Rielasingen-Worblingen) یک شهر در آلمان است که در کونشتانتس واقع شده‌است. ریلازینگن-ووربلینگن ۱۱٬۹۱۷ نفر جمعیت دارد.

## خواهرخوانده
شهرهای Lostorf, Nogent-sur-Seine و آردئا خواهرخوانده‌های ریلازینگن-ووربلینگن هستند.